# Mustafa Golubić
Mustafa Golubić (24. října 1889 Stolac – 29. července 1941 Bělehrad) byl jugoslávský komunistický politik, člen Černé ruky a později i partyzán. Zajišťoval komunikaci partyzánů se Sovětským svazem.
Golubić byl před první světovou válkou členem organizace Mladá Bosna a později také Černé ruky. Po skončení konfliktu vstoupil do komunistické strany a stal se spolupracovníkem Kominterny. V 30. letech cestoval po celém světě a plnil úkoly, které mu zadávala sovětská tajná služba. Nedlouho také pobýval v Praze, kde se potkal s Ivem Vejvodou, chorvatským studentem architektury a držitelem československého pasu.
V roce 1937 měl odcestovat do Španělska, které zmítala občanská válka. Tento úkol však přerušila zpráva z Moskvy, podle které měl setrvat v Paříži a pomoci odhalit trockisty v řadách jugoslávského partyzánského vedení. Golubić byl jedním z mála lidí, kteří přežili velkou čistku v druhé polovině 30. let.
Připravoval a účastnil se převratu v březnu 1941, který nakonec zpečetil osud země a znamenal pro Jugoslávii válku.
Ještě 6. dubna, v okamžik vypuknutí dubnové války, navštívil spolu s jugoslávským premiérem Dušanem Simovićem Moskvu, kde se účastnil podepsání smlouvy o přátelství mezi oběma zeměmi. Krátce na to však byl Bělehrad obsazen německými vojsky a Golubić se tak musel vrátit.
Nedlouho po zahájení ozbrojeného povstání v Srbsku byl Golubić zatčen Gestapem. Dne 7. června 1941 vtrhly jednotky německé tajné policie do bytu na adrese Mirijevski put 97, kde se Golubić schovával pod falešným jménem. Byl později vyslýchán, mučen a zabit.
V roce 1942 zřídilo partyzánské vojsko četu s jeho názvem. Roku 1944 byl prohlášen za Hrdinu SSSR.